# 東関教会
東関教会（とうかん-きょうかい）は中華人民共和国遼寧省瀋陽市大東区に位置するプロテスタント教会。中国東北部でも最も歴史も古く、規模の大きなロテスタント教会の一つである。ここで朝鮮語新約聖書がはじめて作られて、朝鮮半島へ送られた。

## 概要
名称は当時は奉天と称された市街部の城壁の大東門のすぐ外側に建築されたことによる。
ジョン・ロス（John Ross、中国名：約翰・羅斯）はスコットランドの合同長老教会から満洲へ派遣された宣教師で、はじめ営口に上陸したが、後に奉天に移り、1889年ここに教会堂を建てた。1900年の義和団の乱で破壊され、1907年再建され、文化大革命で被害を受けたが、その後修復され、1992年に拡張も行なわれ、1998年には5階建ての信徒会館も建設された。2007年の献堂百年祭が行なわれている。
現在、礼拝は正門から入ってすぐ前の由緒ある一階建ての教会堂で行なわれていて、日曜礼拝（7:00、9:00、11:00開始）にはこの後方の信徒会館へも有線テレビ放送される。教会堂の右側にジョン・ロス記念館がある。

## はじめての朝鮮語聖書の翻訳
ジョン・ロスは朝鮮族の人物と出会い、東関教会で新約聖書全巻を当地で初めて朝鮮語に翻訳、1887年にシンガポールで印刷後に朝鮮半島に送った。この教会には、いまでもジョン・ロス記念館が保存・公開されていて、中国の朝鮮族・朝鮮半島のキリスト教発展の揺り籠の一つになっている。
なお朝鮮族の教会は、現在瀋陽の朝鮮族の2つの街の一つである、西塔地区に西塔教会（Xida Church）がある。

## 参照
1. ↑  ドゥガルド・クリスティーDugald Christie (著)・矢内原 忠雄 (翻訳)『奉天三十年』（上巻・下巻）(岩波新書・赤版、1938年）
2. ↑  John Ross (1842-1915), Scottish Bresbyterian Missionary in Manchuria Archived 2009年2月16日, at the Wayback Machine.